# 蓮台寺 (会津若松市)
蓮台寺（れんだいじ）は福島県会津若松市にある真言宗の寺院。山号は石塚山。本尊は十一面観音。

## 歴史
創建年代や開基は不明。慶長年間（1596年 - 1615年）に金剛寺の末寺となった。江戸時代は隆盛を極めたが、幕末の戊辰戦争で堂宇を焼失して衰退した。
観音堂は康暦年間（1370年 - 1380年）に蘆名直盛によって建立されたのが始まりと伝わり、会津三十三観音の19番札所・石塚観音（いしづかかんのん）として千手観音を安置する。会津藩藩主・蒲生秀行の正室であった正清院が深く信仰した。